# Federació Andorrana de Futbol

Vormals benutztes Verbandswappen

Die Federació Andorrana de Futbol ist der andorranische Fußballverband.

## Geschichte
Der Fußballverband Andorras wurde 1994 gegründet. Seit 1996 trägt die Andorranische Fußballnationalmannschaft offizielle Länderspiele aus. Erst seit dem Jahr 2006 existiert auch eine U-21-Nationalmannschaft Andorras. Der Verband kümmert sich um die Organisation der Primera Divisió, der Copa Constitució und alle Jugendnationalmannschaften (U17, U19, U21), so wie die andorranische Fußballnationalmannschaft. Des Weiteren organisiert der Verband die Spiele der Futsal-Nationalmannschaft und des U21-Futsalteam Andorras.

## UEFA-Fünfjahreswertung
Platzierung in der UEFA-Fünfjahreswertung:
(in Klammern die Vorjahresplatzierung). Die Kürzel CL, EL und CO hinter den Länderkoeffizienten geben die Anzahl der Vertreter in der Saison 2025/26 der Champions League, der Europa League sowie der Conference League an.
- 49.  (40)  Belarus (Liga, Pokal) – Koeffizient: 6.625 – CL: 1, EL: 0, CO: 3
- 50.  (52)  Nordmazedonien (Liga, Pokal) – Koeffizient: 6.000 – CL: 1, EL: 0, CO: 3
- 51.  (53)  Andorra (Liga, Pokal) – Koeffizient: 5.998 – CL: 1, EL: 0, CO: 2
- 52.  (50)  Wales (Liga, Pokal) – Koeffizient: 5.791 – CL: 1, EL: 0, CO: 2
- 53.  (54)  Montenegro (Liga, Pokal) – Koeffizient: 5.708 – CL: 1, EL: 0, CO: 2

Stand: Ende der Europapokalsaison 2023/24